# Kerkhof van Overijse (Tombeek)
Het Kerkhof van Overijse (Tombeek) is een gemeentelijke begraafplaats in het Belgische gehucht Tombeek in de gemeente Overijse. Het kerkhof ligt rond de Sint-Bernarduskerk in het centrum van het dorp. 

## Oorlogsgraven

### Belgische graven

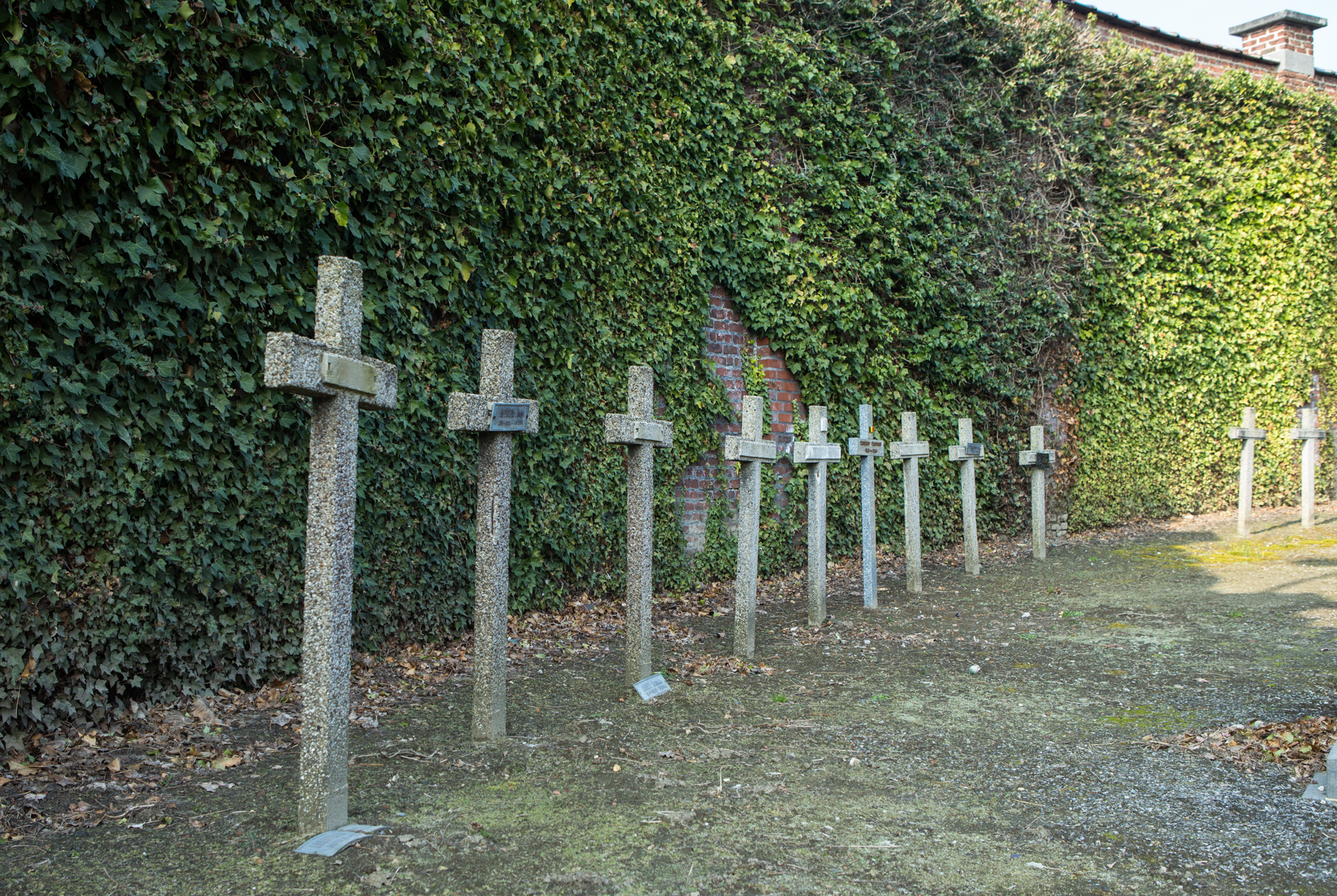
Belgische graven

Langs de noordrand van het kerkhof liggen de graven van 11 Belgische gesneuvelden en burgerlijke slachtoffers uit de Tweede Wereldoorlog. Zij worden aangegeven door betonnen kruisen waarvan de meeste sterk verwaarloosd zijn.

### Britse graven
Op het kerkhof ligt ten noorden van de kerk een perk met 7 Commonwealth graven van  gesneuvelden uit de Tweede Wereldoorlog. Het is de bemanning van een Halifax II W7809 bommenwerper. Zij waren in de nacht van 28 op 29 augustus 1942 op weg voor een missie boven Duitsland toen ze werden neergeschoten. De bemanning bestond uit 4 Britten, 2 Canadezen en 1 Australiër.
Hun graven worden onderhouden door de Commonwealth War Graves Commission en staan er geregistreerd als Overijse (Tombeek) Churchyard.